# كأس الاتحاد الإنجليزي 1947–48
كأس الاتحاد الإنجليزي 1947–48 (بالإنجليزية: 1947–48 FA Cup)‏ هو الموسم 77 من  كأس الاتحاد الإنجليزي. أقيم خلال الفترة 6 سبتمبر 1947 وحتى 28 أبريل 1948، والذي يشرف على تنظيمه الاتحاد الإنجليزي لكرة القدم، وفاز فيه مانشستر يونايتد.